# Hector Cazenave
Hector Cazenave (Montevideo, 1914. április 13. – 1958. szeptember 27.) uruguayi születésű, francia válogatott labdarúgó.

## Sikerei, díjai

### Játékosként
- Sochaux
  - Francia első osztály bajnoka: 1937-38
  - Francia kupa: 1937